# Dumitru Chițoran
Dumitru Chițoran (n. 20 octombrie, 1934, comuna Copăceni, judetul Vâlcea) este un lingvist, traducător și profesor universitar din România.
Absolvent al Facultății de Filologie (sectia lb. engleză), Universitatea București.
Studii postuniversitare de lingvistică engleză:
- Universitatea din Londra (1961-1962)

- Michigan State University (SUA) (1965-1967)[1]

A fost șef al catedrei de limbă engleză (1967-1972), decan al Facultății de Limbi Germanice din București (1972-1977); prorector al Universității București; director al Programului de analiză contrastivă a limbilor româna și engleză (1969-1979).
A fost director adjunct al Centrului european de învățământ superior, din cadrul UNESCO, (1983-1989), iar între 1989-1994 a fost director al Secției de învățământ superior.
Actualmente (2009) este "Special Adviser" al programului PEACE din cadrul UNESCO.

## Scrieri (selecție)
- Elements of English Structural Semantics, București, Editura Didactica si Pedagogica, 1973
- Second International Conference on English Contrastive Projects, Budapest, Nov. 20-23 București 1975 (redactor)
- English Phonetics and Phonology, Editura Didactică și Pedagogică, București, 1978.
- Exerciții de gramatică engleză, Ed. Teora, (cu Irina Panovf, Ioana Poenaru)
- The Romanian-English Contrastive Analysis Project; Further Developments in Contrastive Studies, Vol. 5 (redactor)
- The Sounds of English and Romanian Bucharest, University Press, 1984 (cu James Augerot, Hortensia Pârlog)
- Ghid de pronunție a limbii engleze București, Editura Știintifică și Enciclopedică, 1989, (cu Hortensia Pârlog)
- Elements of English Sentence Pragmatics, (cu Alexandra Cornilescu), TUB, 1985
- International Education And the University (co-editor), UNESCO, 1995
- Student Mobility in the European Region: A Statistical Evaluation (cu Valentin Nicolae)
- Teofil Balaj, Romania: The Land And The People, Bucharest, Meridiane Publishing House, 1972 (trad. în engleză)
- Sociolingvistica, Editura Didactică și Pedagogică, 1975 (coautor, Ileana Ionescu-Ruxăndoiu)